# J.F. Lorentzen
Jens Frederich Lorentzen (18. januar 1818 i Ordrup – 18. august 1868 i Faaborg) var en dansk urmager og politiker.
Lorentzen kom fra Ordrup til Fyn, og efter sin ankomst til Faaborg tog han aktivt del i borgerlivet. Han blev medlem af borgerrepræsentationen og formand for denne, han var ivrig i bestræbelserne for at få anlagt et gasværk, han blev medlem af skolekommissionen, af bestyrelsen for den Ploug-Hempelske stiftelse, for Faaborg-Svendborg private telegraflinje, havnekommissionen, skydeforeningen og Faaborg Spare- og Laanekasses repræsentantskab.
Ved valget til Folketinget 14. juni 1861 var Lorentzen den eneste kandidat, så valghandlingen var hurtigt overstået. For en gang skyld var det en person fra købstaden Faaborg, der løb med mandatet, hvilket ikke var normen.
I henhold til novemberforfatningen af 1855 blev der oprettet et Rigsråd til at varetage Danmarks og hertugdømmernes fælles interesser, og dette organ bestod også af et Folketing og et Landsting. Der blev afholdt to folketingsvalg til den nye institution, i 1864 og 1865. Efter krigen 1864 gav rådet ikke længere mening og blev opløst. 
Urmager Lorentzen stillede sig som kandidat til Rigsrådets folketingsvalg og valgtes med 372 stemmer mod modstanderen, gårdfæster Michael Pedersen fra Svindinge, der fik 286 stemmer. Ved det næste og endelige valg til Rigsrådets Folketing 30. maj 1864 erobrede Michael Petersen mandatet fra Lorentzen med 424 stemmer mod 404. Ved folketingsvalget 7. juni samme år trak Lorentzen sig, således at Petersen blev valgt uden modkandidat til også Rigsdagen.
Lorentzen var meget berejst og fortalte livligt og vittigt. Efterhånden svigtede hans helbred, og han døde i 1868.